# Horner-Nunatak
Der Horner-Nunatak ist ein 1250 m hoher Nunatak im westantarktischen Ellsworthland. Er ragt 1,5 km östlich des Staack-Nunatak auf.
Der United States Geological Survey kartierte ihn anhand eigener Vermessungen und Luftaufnahmen der United States Navy aus den Jahren von 1961 bis 1967. Das Advisory Committee on Antarctic Names benannte ihn 1968 nach Stanley Horner, Radiowellenforscher auf der Byrd-Station von 1962 bis 1963.